# Cleitor
Cleitor ou Kleitor (en grec ancien : Κλείτωρ ou Κλήτωρ) est une ancienne cité de Grèce antique, située dans la plaine d'Arcadie, au centre de la péninsule du Péloponnèse. Ses ruines sont situées près du village contemporain de Klitoría (en grec moderne : Κλειτορία).

## Situation géographique
Cleitor est au centre d'un territoire de petite taille, nommé Cleitoria (en grec ancien Κλειτορία), délimité à l'est par le territoire de la cité de Pheneos, à l'ouest par celui de Psophis, au nord par ceux de Kynaitha et d'Achaea, au sud par les territoires des cités de Caphyae, Tripolis et Thelpusa. Au nord-est, la chaîne de montagnes du Chelmos (en grec ancien Χελμός, en grec moderne Αροάνια), qui culmine à 2 355 m d'altitude, la séparait de Pheneos. Cleitor se situait dans la vallée de la rivière Aroaniaos, qui prend sa source dans ces montagnes ; une rivière portant le même nom que la ville (en grec moderne Κλείτορας ποταμός) se jette dans l'Aroaniaos.

## Mythologie
Cleitor a selon Pausanias été fondée par un héros éponyme, fils du roi d'Arcadie Azan.

## Histoire
La ligue achéenne organise à Cleitor certaines de ses assemblées ; ainsi, Lycortas l'y convoque en 184 av. J.-C. ; deux exilés lacédémoniens, Areus et Alcibiades, accusés d’avoir médit de la ligue devant le Sénat romain, sont condamnés à mort. Appius Claudius se rend à Cleitor et casse le jugement.
Une stèle à relief représentant en pied Polybe avec une inscription à sa louange a été retrouvée dans les ruines de Cleitor.

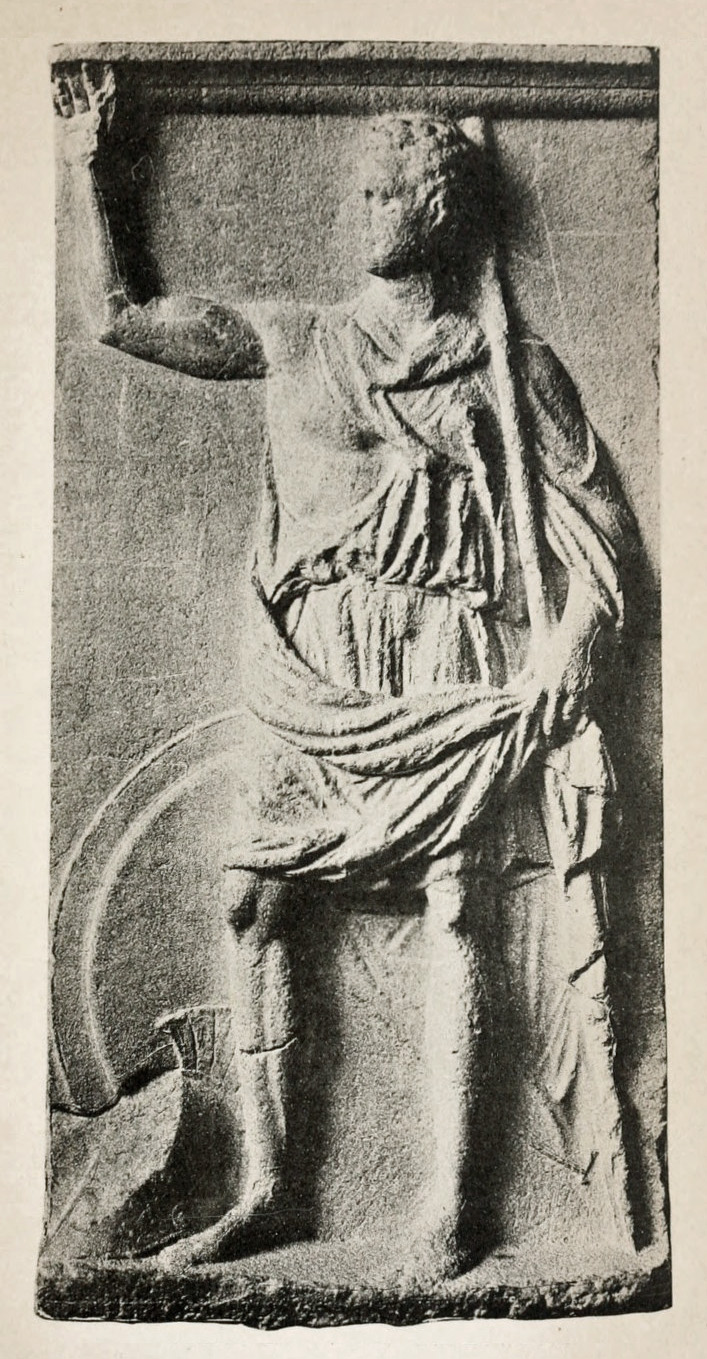
Stèle de Polybe découverte à Cleitor, Rome, Musée de la Civilisation romaine

## Personnalités connues
- Cléomantis de Cleitor, originaire de la cité, vainqueur olympique en 336 av. J.-C.[7].
- Parmi les disciples du sculpteur Polyclète, Pline cite Déméas (ou Daméas) de Cleitor[8].